# Kyyjärvi
Kyyjärvi este o comună din Finlanda.